# Northampton
Northampton er en by i det centrale England, med et indbyggertal (pr. 2007) på cirka 203.000. Byen ligger i grevskabet Northamptonshire i regionen East Midlands. Den ligger i West Northamptonshire unitary authority (købstadskommune), som blev oprettet 1. april 2021 ved sammenlægning af tre tidligere kommuner. Nabokommunen i grevskabet er North Northamptonshire unitary authority (købstadskommune), som blev oprettet samme dag ved sammenlægning af fire tidligere kommuner. Byen er kendt for industri og især er byens produktion af sko og andre lædervarer stor. Blandt byens store og berømte skofabrikanter er Church's, Crockett & Jones og Edward Green.